# Golf USA
Golf USA ist eine Franchise-Kette von Golf-Stores mit Hauptsitz in Oklahoma City, Oklahoma. Golf USA koordiniert mehr als 120 Golf-Outlets weltweit. Der Verbund besteht aus firmeneigenen Läden, Franchisenehmern und Teilhabern. Die Geschäfte sind überwiegend in den USA und auch 18 weiteren Ländern ansässig.

## Geschichte
Golf USA wurde am 28. April 1986 in Oklahoma gegründet. Es begann als ein einzelnes Golfgeschäft in der North May Avenue in Oklahoma City. Auf Grund des großen Erfolges begann im September 1989 das Franchise-Programm. Golf USA wird seit 1997 in den top Franchise 500 rankings des Entrepreneur Magazins gelistet. 2007 und noch einmal 2008 wurde Golf USA auf Rang eins geführt.

## Europa
Das Europäische Hauptquartier hat seinen Sitz in Marbella (Spanien). Von dort aus werden die Franchise Stores im Wirtschaftsraum EMEA betreut und unterstützt.
Niederlassungen
- Spanien (Marbella, Murcia, 2× Valencia, 2× Alicante und Mallorca)
- Luxemburg
- Belgien (Waterloo)
- Niederlande (Haarlemmermeer, Assen, Leusden)
- Deutschland (Grevenbroich, Rastatt, München, Mössingen)
- Tschechien (2× Prag)
- Slowakei (Bratislava)
- Ungarn (Budapest)
- Schweden (Göteborg, Uppsala, Kristianstad)

## Urlaubsdestinationen nahe Europa
- Türkei (Belek)
- Marokko (Casablanca)

## Deutschland
In Deutschland gibt es aktuell vier Golf-USA-Stores. Die deutschen Stores werden alle von selbstständigen Franchisenehmern geführt und arbeiten eigenständig im Verbund. Die Geschäfte sind Golffachhändler mit qualitativ hochwertigen Produkten, Fitting sowie Reparaturen.
Niederlassungen
- Golf USA München – in Garching (bei München)
- Golf USA Mössingen – in Mössingen (bei Stuttgart)
- Golf USA Südbaden – in Rastatt (Bei Baden-Baden)
- Golf USA Niederrhein – in Grevenbroich (bei Düsseldorf)